# Camilo Zicavo
Claudio Camilo Zicavo San Martín (Chillán, 12 de noviembre de 1990) es un artista, músico y actor chileno. Es fundador de la banda musical Moral Distraída y Plumas, en las cuales ha participado como vocalista, junto a su hermano, Abel Zicavo.

## Biografía
Nació en Chillán el 12 de noviembre de 1989, hijo de padre uruguayo y madre chilena, siendo esta última, una exiliada de su país, producto de la Dictadura militar chilena, quien conoció a su pareja en La Habana. Viajó a Cuba, donde aprendió ballet. Más tarde, al retornar a su país de origen, ingresó a la Escuela de Teatro de la Universidad Católica, de donde finalmente no egresó, al tomar la decisión de dedicarse completamente a la música y al teatro de comedia, en menor medida.
Es a raíz del teatro precisamente, cuando en 2009 fundó la agrupación musical Moral Distraída, debido a que Abel necesitaba musicalizar una obra llamada El Gran Bang, solicitando la ayuda a Camilo Zicavo y Amaru López.
En 2021, junto a su hermano, fundan la banda musical Plumas y no fue hasta el año siguiente, cuando anuncia su salida de Moral Distraída. Durante 2022 realizaron una gira en Chile, participando del Ritual Fest y en el cierre de la Teletón. A principios del 2023 lanzan su Ep "Sobre el Júbilo y la Pena" que cuenta con la participación de Pedropiedra, Angelo Pierattini  y Liricistas.

## Vida privada
Camilo Zicavo ex de la reconocida cantante chilena Denise Rosenthal, con quien también ha colaborado en algunos de sus sencillos.